# Raffaele Fitto
Raffaele Fitto, né le 28 août 1969 à Maglie, est un homme politique italien, membre de Frères d'Italie. 
De 2014 à 2022, il est député européen et co-président du groupe des Conservateurs et réformistes européens au Parlement européen de 2019 à 2022.
Depuis le 1er décembre 2024, il est vice-président exécutif de la Commission européenne et Commissaire à la Politique de cohésion, au Développement régional et aux Villes au sein du Commission von der Leyen II.

## Biographie
Fils d'un important dirigeant de la Démocratie chrétienne, Raffaele Fitto a effectué toute sa carrière politique dans la région des Pouilles dans laquelle, en 2000, il est devenu le plus jeune président d'une région italienne. Battu en 2005 par Nichi Vendola, il est élu député l'année suivante (2006). Silvio Berlusconi l'a nommé responsable pour le Mezzogiorno de Forza Italia, avant de le choisir le 7 mai 2008 pour être ministre sans porte-feuille dans son quatrième gouvernement, issu des élections législatives de 2008.
Inculpé à Bari pour corruption, faux et financement illégal de partis politiques, le Parlement votera contre les poursuites (457 voix contre, une seule d'un député d'Italie des valeurs en faveur), trois mois après son élection. Le 13 février 2013 Fitto est condamné en première instance par le tribunal de Bari dans une affaire de corruption, à quatre ans de prison (réduits à un) et à cinq ans d'inéligibilité, à la veille des élections générales italiennes de 2013 où il est tête de liste du Peuple de la liberté (PdL), le parti de Silvio Berlusconi et Angelino Alfano, dans sa région (Pouilles). En septembre 2015 il est acquitté de toutes les charges.
Fitto est mis en examen à nouveau le 3 février 2009 pour avoir participé à des enchères truquées et avoir pris des intérêts dans le cadre de la procédure de faillite et de redressement judiciaire de la Cedis. Le 6 juillet 2012, le Ministère public demande la relaxe de Raffaele Fitto à la suite de la prescription des faits délictueux qui lui sont reprochés. Néanmoins, celui-ci renonce à la prescription des faits et l'ancien ministre du PdL Fitto est acquitté le 22 octobre 2012 « pour ne pas avoir accompli le fait ».
Lors des élections européennes de 2014, tête de liste de Forza Italia (FI) en Italie méridionale, Fitto est élu député européen avec 284 712 voix de préférence, le second plus grand nombre en Italie, juste derrière Simona Bonafè (PD). Il siège au sein du groupe du Parti populaire européen (PPE). Le 17 mai 2015, Fitto annonce qu'il quitte le PPE pour rejoindre les Conservateurs et réformistes européens (ECR). Par la même occasion, il quitte Forza Italia, le parti de Silvio Berlusconi, pour fonder son propre parti, Conservateurs et réformistes (CeR), un parti politique italien de centre droit à l'opposition du gouvernement Renzi (PD et NCD); l'idéologie et le programme de CeR sont inspirés du Parti conservateur britannique, avec une forte connotation libérale.
Il devient le dirigeant de Nous avec l'Italie, qui fait partie de la coalition de centre droit en vue des élections de mars 2018.
Après la victoire de son parti lors des élections parlementaires de 2022 et la nomination de Giorgia Meloni comme présidente du Conseil des ministres, il est nommé ministre pour les Affaires européennes, les politiques de cohésion et le Plan national pour la reprise et la résilience (PNRR) le 23 octobre 2022 puis ministre pour les Affaires européennes, le Sud, les politiques de cohésion et le PNRR à partir du 10 novembre suivant.